# El Hijo del Ahuizote
El Hijo del Ahuizote était une revue satirique mexicaine fondée en 1885 par Daniel Cabrera Rivera et Manuel Pérez Bibbins, avec Juan Sarabia. En juillet 1902, Ricardo et Enrique Flores Magón ont loué la publication et ils ont pris en charge l'édition. Pendant cette époque, le journal s'est caractérisé par son opposition à la dictature de Porfirio Díaz à travers la diffusion de caricatures. Díaz n'a pas toléré les critiques envers son régime et il a déclenché une forte répression contre la presse indépendante que  osait remettre en question son pouvoir. Beaucoup de journalistes ont été assassinés ou incarcérés, les publications étaient suspendues et les imprimeries fermées ou détruites. Le ahuizote est une créature de la mythologie mexica aussi appelé "chien d'eau" ; le mot provient du náhuatl "ahuízotl", a(tl), qui signifie "de l'eau", et de huiz(tli), qui signifie "épine".

## Précédents
Le journal avait été précédé par l'existence d'El Ahuizote, qui avait été fondé par José María Villasana. Quelques années plus tard, Daniel Cabrera et Manuel Pérez Bibbins ont eu l'idée de faire un journal critique contre Díaz, qu'ils ont appelé El Hijo del Ahuizote parce que, disaient-ils, le fils est oui sorti rezongón (c'est-à-dire, contestador, que n'obéit pas les lois ni au père même)[pas clair].
Porfirio Díaz a ordonné la fermeture d'El Hijo del Ahuizote, défiant la censure porfiriste ; la rédaction a continué la publication du journal en conservant la même ligne éditoriale. Le gouvernement a alors décrété qu'aucun journal ou écrit des frères Flores Magón ne pourrait être publié au Mexique, sous peine de deux ans de prison, d'une amende de 5 pesos et la confiscation de l'imprimerie pour tout imprimeur qui s'y risquerait.

## Idéologie
Le premier numéro d'El Hijo del Ahuizote paraît le 23 août 1885. La première édition s'est rapidement vendue, et un deuxième puis troisième tirages ont été nécessaires, qui se sont aussi écoulés.
Le quotidien défendait principalement les idées du libéralisme mexicain, qui s'opposait alors au mandat du président Díaz. El Fígaro, pseudonyme de Daniel Cabrera Rivera et la composante libérale du journal, faisait la satire du régime porfiriste, et s'aventurait sur des questions qui se révélaient difficiles à aborder à cette période, mettant ainsi en péril leur liberté et leur vie même.

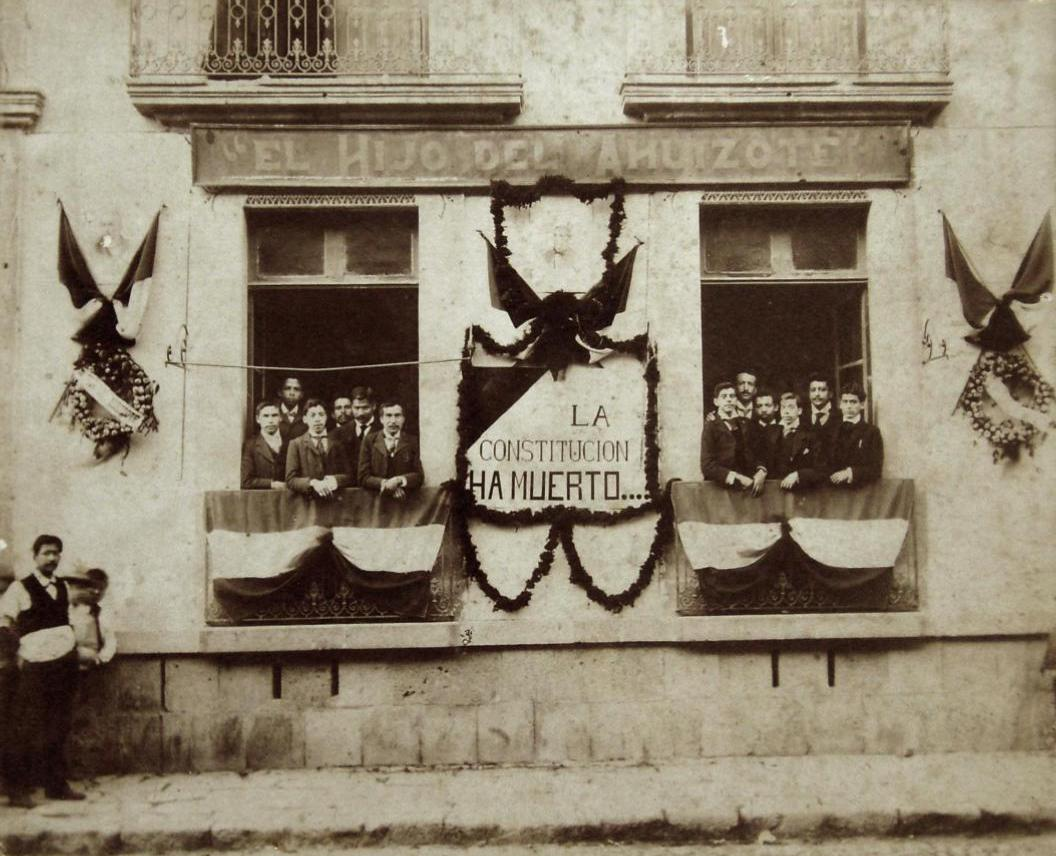
Protestation dans les bureaux du journal en 1903.

Le 5 février 1903, pour la célébration du 46e anniversaire de la Constitution de 1857, les éditeurs d'El Hijo del Ahuizote ont placé sur le balcon des bureaux du journal l'écriteau « La Constitution est morte » (« La Constitución ha muerto »). Dans l'édition du 8 février paraît un article avec le même titre signé Ricardo Flores Magón, accompagné d'une photographie de la protestation sur laquelle apparaissent: Federico Pérez Fernández, Santiago de la Hoz, Manuel Sarabia, Benjamín Millán, Evaristo Guillén, Salustio Carrasco Núñez, Gabriel Pérez Fernández, Juan Sarabia, Antonio Díaz Soto y Gama, Rosalío Bustamante, Tomás Sarabia et Ricardo et Enrique Flores Magón.